# Кудрявцев, Сергей Владимирович
Серге́й Влади́мирович Кудря́вцев — российский издатель. Основатель издательства «Гилея». Лауреат премии Андрея Белого в номинации «Литературные проекты» (2010). Сын академика Владимира Кудрявцева.

## Биография
Основатель и бессменный руководитель московского издательства «Гилея», названого по имени группы поэтов-футуристов «Гилея», существовавшей в 1910-е годы.
"Кудрявцев к 2001 году озверел от ужасов капитализма до такой степени, что почувствовал себя левым", - рассказывал А. Тарасов.

## Награды и премии
- Премия Андрея Белого в номинации «Литературные проекты» (2010)
- Международная отметина имени отца русского футуризма Давида Бурлюка[2]